# Nikola Moro
Nikola Moro (* 12. března 1998) je chorvatský profesionální fotbalista, který hraje na pozici defenzivního záložníka za italský klub Bologna FC 1909 a chorvatský národní tým.

## Klubová kariéra

### Dinamo Záhřeb
Ve věku šesti let začal hrát fotbal, ve věku jedenácti let se přestěhoval do Záhřebu. V raných letech v klubu Solin byl fanouškem Hajduku Split, jeho otec Miro toužil, aby uvažoval o kariéře v akademii Hajduku, ale místo toho odešel do akademie Dinama Záhřeb. Nikola se připojil k seniorskému týmu Dinama Záhřeb v roce 2014, kdy přišel z mládežnické akademie.
Moro odehrál celých 90 minut při svém ligovém debutu proti Lokomotivě v květnu 2016. Svůj debut v Lize mistrů UEFA si odbyl 7. prosince, kdy jeho tým prohrál 0:2 na hřišti Juventusu. Dne 22. února 2017 podepsal novou smlouvu do roku 2022.
Dne 27. března 2018, při mezinárodním zápase proti Moldavsku U21, utrpěl vážné zranění, když si přetrhl přední zkřížený vaz. K týmu se vrátil 26. září na zápas Chorvatského poháru proti Sloga Mravince. Svůj debut v Evropské lize UEFA si odbyl 14. února 2019 při porážce 2:1 na hřišti Viktorie Plzeň.
6. listopadu, v rozhodujícím domácím zápase Ligy mistrů proti Šachtaru Doněck, byl v 74. minutě vyloučen a Šachtar následně vstřelil pozdní vyrovnávací gól na 3:3 a překazil Dinamu přímou kvalifikaci do vyřazovací fáze.

### Dynamo Moskva
Dne 17. srpna 2020 podepsal pětiletou smlouvu s ruským klubem Dynamo Moskva. Debutoval o dva dny později v zápase, který skončil vítězstvím 2:0 nad Rostovem, když nastoupil místo Daniila Fomina v 69. minutě. Dne 18. října vstřelil svůj první gól za klub, když Dynamo prohrálo 3:1 s CSKA Moskva.

### Bologna
Dne 29. srpna 2022 odešel Moro na hostování do Bologni v Itálii až do konce sezóny 2022/23 s opcí na koupi. Dne 2. července 2023 Bologna uplatnila svoji opci a přestup se stal trvalým.

## Reprezentační kariéra
Nikola Moro reprezentoval Chorvatsko na úrovni U14, U15, U16, U17, U18 a U19, v roce 2015 se s národním týmem dostal do čtvrtfinále Mistrovství světa ve fotbale do 17 let 2015, kde nakonec podlehli Mali. Také reprezentoval Chorvatsko U21 na Mistrovství Evropy ve fotbale do 21 let v letech 2019 a 2021, přičemž na druhém turnaji dovedl svůj tým jako kapitán poprvé v historii až do čtvrtfinále.
Dne 17. května 2021 byl Moro zařazen do předběžného 34členného kádru pro Mistrovství Evropy ve fotbale 2020, ale nedostal se do finálního 26členného týmu. První pozvání do seniorského národního týmu obdržel 16. srpna 2021, před zářijovými kvalifikačními zápasy na Mistrovství světa ve fotbale 2022 v Kataru proti Rusku, Slovensku a Slovinsku. Nicméně debutoval až 29. března 2022, kdy se zúčastnil přátelského zápasu, v němž Chorvatsko vyhrálo 2:1 nad Bulharskem.

## Statistiky

### Klubové
Platí k zápasu hranému 18. května 2025.
| Klub                | Sezóna            | Liga               | Liga   | Liga | Národní pohár | Národní pohár | Kontinentální | Kontinentální | Ostatní | Ostatní | Celkově | Celkově |
| Klub                | Sezóna            | Soutěž             | Zápasy | Góly | Zápasy        | Góly          | Zápasy        | Góly          | Zápasy  | Góly    | Zápasy  | Góly    |
| ------------------- | ----------------- | ------------------ | ------ | ---- | ------------- | ------------- | ------------- | ------------- | ------- | ------- | ------- | ------- |
| Dinamo Záhřeb II    | 2015/16           | Druga HNL          | 12     | 0    | —             | —             | —             | —             | —       | —       | 12      | 0       |
| Dinamo Záhřeb II    | 2016/17           | Druga HNL          | 13     | 5    | —             | —             | —             | —             | —       | —       | 13      | 5       |
| Dinamo Záhřeb II    | 2018/19           | Druga HNL          | 5      | 2    | —             | —             | —             | —             | —       | —       | 5       | 2       |
| Dinamo Záhřeb II    | Celkově           | Celkově            | 30     | 7    | —             | —             | —             | —             | —       | —       | 30      | 7       |
| Dinamo Záhřeb       | 2015/16           | Prva HNL           | 1      | 0    | 1             | 0             | —             | —             | —       | —       | 2       | 0       |
| Dinamo Záhřeb       | 2016/17           | Prva HNL           | 15     | 1    | 2             | 0             | 1             | 0             | —       | —       | 18      | 1       |
| Dinamo Záhřeb       | 2017/18           | Prva HNL           | 24     | 4    | 2             | 0             | 4             | 0             | —       | —       | 30      | 4       |
| Dinamo Záhřeb       | 2018/19           | Prva HNL           | 19     | 3    | 1             | 0             | 4             | 0             | —       | —       | 24      | 3       |
| Dinamo Záhřeb       | 2019/20           | Prva HNL           | 28     | 2    | 3             | 0             | 9             | 0             | 1       | 0       | 41      | 2       |
| Dinamo Záhřeb       | Celkově           | Celkově            | 87     | 10   | 9             | 0             | 18            | 0             | 1       | 0       | 115     | 10      |
| Dynamo Moskva       | 2020/21           | Ruská Premier Liga | 24     | 3    | 2             | 0             | 0             | 0             | —       | —       | 26      | 3       |
| Dynamo Moskva       | 2021/22           | Ruská Premier Liga | 28     | 1    | 6             | 1             | —             | —             | —       | —       | 34      | 2       |
| Dynamo Moskva       | 2022/23           | Ruská Premier Liga | 6      | 0    | 0             | 0             | —             | —             | —       | —       | 6       | 0       |
| Dynamo Moskva       | Celkově           | Celkově            | 58     | 4    | 8             | 1             | 0             | 0             | —       | —       | 66      | 5       |
| Bologna (hostování) | 2022/23           | Serie A            | 26     | 1    | 2             | 0             | —             | —             | —       | —       | 28      | 1       |
| Bologna             | 2023/24           | Serie A            | 23     | 1    | 4             | 1             | —             | —             | —       | —       | 27      | 2       |
| Bologna             | 2024/25           | Serie A            | 22     | 0    | 3             | 0             | 7             | 0             | —       | —       | 32      | 0       |
| Bologna             | Celkově           | Celkově            | 45     | 1    | 7             | 1             | 7             | 0             | —       | —       | 59      | 2       |
| Celkově v kariéře   | Celkově v kariéře | Celkově v kariéře  | 246    | 23   | 26            | 2             | 25            | 0             | 1       | 0       | 298     | 25      |

### Reprezentační
Platí k zápasu hranému 9. června 2025.
| Národní tým | Rok     | Zápasy | Góly |
| ----------- | ------- | ------ | ---- |
| Chorvatsko  | 2022    | 1      | 0    |
| Chorvatsko  | 2024    | 1      | 0    |
| Chorvatsko  | 2025    | 2      | 0    |
| Celkově     | Celkově | 4      | 0    |

## Úspěchy
Dinamo Záhřeb
- Prva HNL: 2015/16, 2017/18, 2018/19, 2019/20
- Chorvatský pohár: 2015/16, 2017/18
- Chorvatský Superpohár: 2019

Bologna
- Coppa Italia: 2024/25

Individuální
- Tým turnaje Mistrovství Evropy ve fotbale do 17 let 2015